# Moechotypa adusta
Moechotypa adusta är en skalbaggsart som beskrevs av Francis Polkinghorne Pascoe 1869. Moechotypa adusta ingår i släktet Moechotypa och familjen långhorningar.
Artens utbredningsområde är Laos. Inga underarter finns listade i Catalogue of Life.